# Knabenerziehungsheim Emmaus (Muschaken)

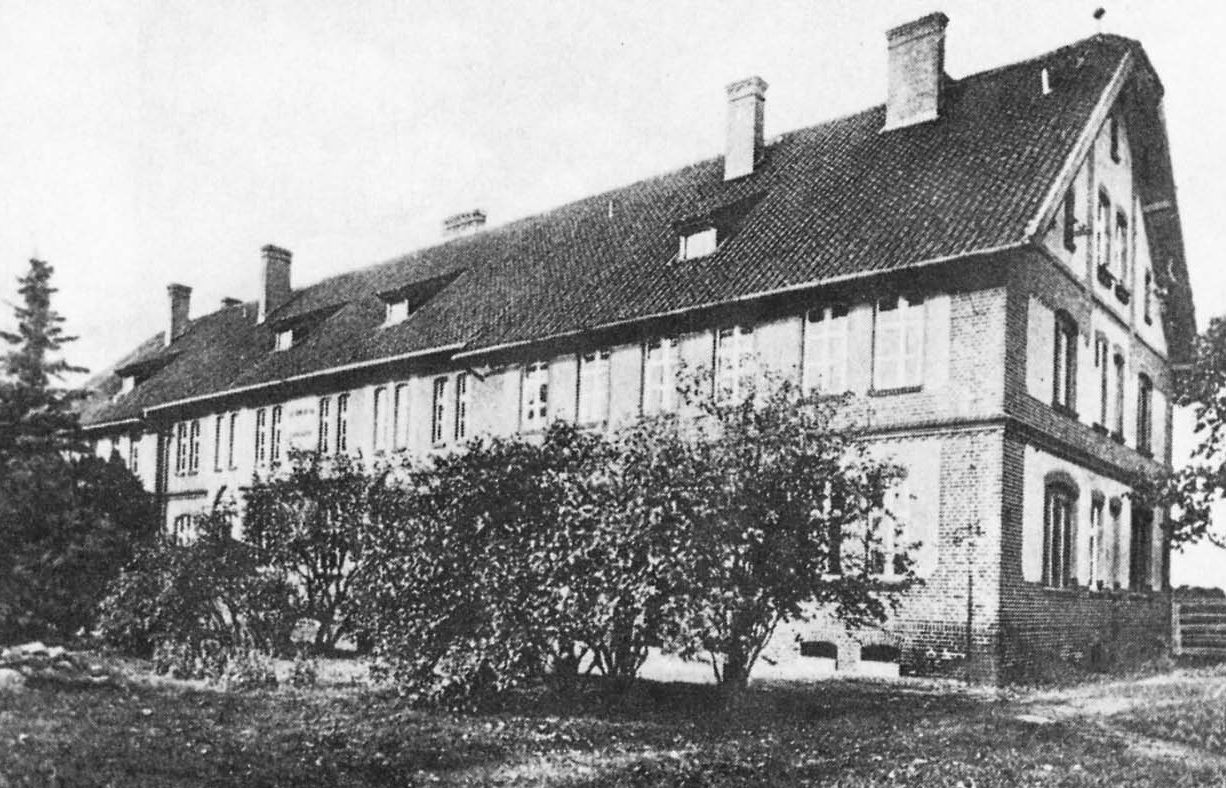
Das Emmaus

Das Knabenerziehungsheim Emmaus in Muschaken war eine kirchliche und genossenschaftliche Fürsorgeeinrichtung in Masuren. Es war nach dem biblischen Ort Emmaus benannt.

## Geschichte
Der Pfarrer Hans Ebel initiierte das 1903 mit Provinzialmitteln Ostpreußens erbaute Heim im armen Masuren. Unter Aufsicht der Provinzialverwaltung Ostpreußen leitete er es bis zu seinem Tode im Jahre 1920. Das gesamte Pfarrland wurde an die Anstalt verpachtet und von dort aus bewirtschaftet. Neues Land wurde hinzugekauft. 5 Pferde, 8 bis 9 Kühe und 100 Schweine standen in den Stallungen. So war die Anstalt in Bezug auf landwirtschaftliche Produkte nahezu autark.
Für 80 Kinder gebaut, beherbergte das Heim laufend 60 bis 80 sozial benachteiligte und schwer erziehbare Kinder im Alter von 6 bis 14 Jahren. Nach Abschluss der Schule kamen die Jungen in die Lehre oder wurden in eine Arbeitsstelle in der Landwirtschaft vermittelt, standen aber bis zu ihrer Volljährigkeit unter Aufsicht der Anstalt.
Nach Ebels Tod übernahm der Hausvater und Lehrer Gustav Will die Leitung des Heims bis 1945. Mit einem Teil der Jungen flüchtete er im Januar 1945 aus Ostpreußen und landete schließlich im Stephansstift in Hannover. Hier wirkte er als Lehrer bis zu seiner Pensionierung. Er starb im Frühjahr 1953 und wurde auf dem Friedhof des Stifts beerdigt.
Das „Emmaus“ in Muschaken hat beide Kriege überdauert. Es steht heute noch als steinerner Zeuge des Wirkens von Pfarrer Ebel. Zumindest eine Weile soll es den Polen als landwirtschaftliche Schule gedient haben.

## Bilder

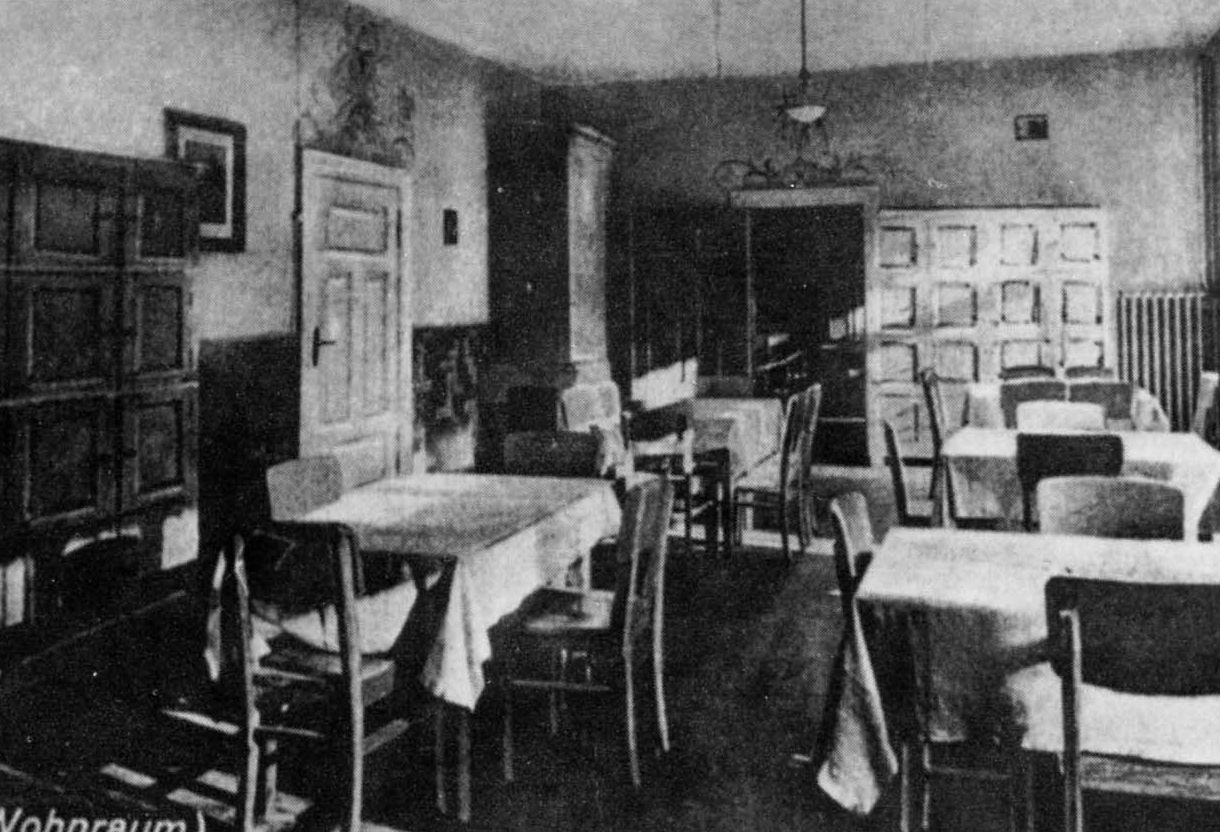
Wohnraum
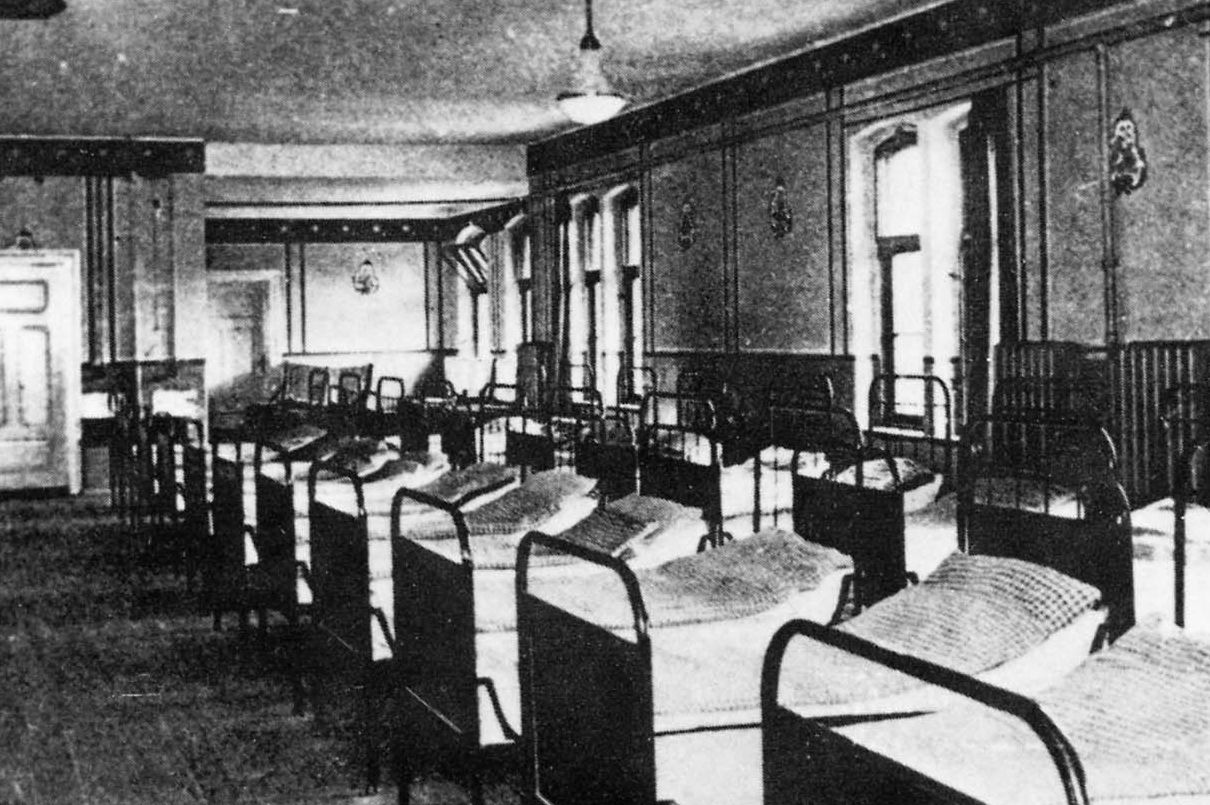
Schlafsaal